# Age of Conan: Hyborian Adventures
Age of Conan: Hyborian Adventures é um MMORPG baseado no universo do personagem dos quadrinhos Conan, desenvolvido pela norueguesa Funcom.
O jogo conta com um inovador sistema de combate e belos gráficos, apesar de ser um jogo lançado em 2008. Possui um conteúdo sólido de PvE (Jogador contra o Ambiente) e sua mecânica de PvP (Jogador x Jogador) é considerada uma das melhores do gênero.
Em junho de 2011 o jogo passou a seguir o modelo "free to play", passando a ser ofertado gratuitamente, sem a exigência de nenhum pagamento.